# Lacrizeomic
Albums de Jul
Dans ma paranoïa
(2014) Je trouve pas le sommeil
(2014)
Lacrizeomic est un street album du rappeur marseillais Jul, sorti en juin 2014 pour annoncer l'album Je trouve pas le sommeil.

## Historique
En juin 2014, Jul publie Lacrizeomic, un street album.

### Ventes
L'album atteint la quatrième place des classements français et la 69e place des classements belges,. Il s'est écoulé à 95 000 exemplaires et est certifié disque d'or.

## Liste des titres
| No  | Titre                           | Durée |
| --- | ------------------------------- | ----- |
| 1.  | Anti BDH                        | 3:14  |
| 2.  | Ça veut ton cash                | 2:43  |
| 3.  | Briganté                        | 3:20  |
| 4.  | Je profite                      | 2:02  |
| 5.  | Loin (feat. GP)                 | 4:41  |
| 6.  | L'histoire                      | 3:37  |
| 7.  | N'imite pas                     | 3:24  |
| 8.  | On survit (feat. Houari)        | 3:26  |
| 9.  | Posé à la place 2 (feat. Saiah) | 4:46  |
| 10. | Pour un rien                    | 3:59  |
| 11. | Regardes pas de travers         | 3:17  |
| 12. | Ça me dégoûte                   | 3:46  |
| 13. | Sens interdit                   | 3:46  |
| 14. | T'as coulé                      | 4:53  |
| 15. | Terter (feat. Font-Vert)        | 4:59  |
| 16. | Au top (Kalif)                  | 3:33  |
| 17. | On squatte le béton (Kamikaz)   | 4:04  |
| 18. | Neymar (Soso Maness)            | 3:37  |